# Cottus
Genre
Cottus est un genre de poissons dont certaines espèces sont connues sous le nom de chabot.
Avec la mise en relation artificielle de la plupart des grands bassins versants par les canaux, des problèmes d'hybridation et de pollution génétique semblent en cours chez ces poissons, dont en Europe, dans le Rhin par exemple.

## Liste des espèces
- Cottus aleuticus Gilbert, 1896
- Cottus amblystomopsis Schmidt, 1904
- Cottus asper Richardson, 1836
- Cottus asperrimus Rutter, 1908
- Cottus aturi Freyhof, Kottelat and Nolte, 2005 -- Chabot du Béarn
- Cottus baileyi Robins, 1961
- Cottus bairdii Girard, 1850 -- Chabot tacheté
- Cottus beldingii Eigenmann and Eigenmann, 1891 -- Chabot paiute
- Cottus bendirei (Bean, 1881)
- Cottus caeruleomentum Kinziger, Raesly and Neely, 2000
- Cottus carolinae (Gill, 1861)
- Cottus cognatus Richardson, 1836 -- Chabot visqueux
- Cottus confusus Bailey and Bond, 1963 -- Chabot à tête courte
- Cottus czerskii Berg, 1913
- Cottus duranii Freyhof, Kottelat and Nolte, 2005 -- Chabot d'Auvergne
- Cottus echinatus Bailey and Bond, 1963
- Cottus extensus Bailey and Bond, 1963
- Cottus ferrugineus Heckel and Kner, 1858
- Cottus girardi Robins, 1961
- Cottus gobio Linnaeus, 1758 -- Chabot commun
- Cottus greenei (Gilbert and Culver in Jordan and Evermann, 1898)
- Cottus gulosus (Girard, 1854)
- Cottus hangiongensis Mori, 1930
- Cottus hispaniolensis Bacescu and Bacescu-Mester, 1964 -- Chabot des Pyrénées
- Cottus hubbsi Bailey and Dimick, 1949 -- Chabot du Columbia
- Cottus hypselurus Robins and Robison, 1985
- Cottus kanawhae Robins, 2005
- Cottus kazika Jordan and Starks, 1904
- Cottus klamathensis Gilbert, 1898
- Cottus koreanus Fujii, Choi and Yabe, 2005
- Cottus koshewnikowi Gratzianov, 1907
- Cottus leiopomus Gilbert and Evermann, 1894
- Cottus marginatus (Bean, 1881)
- Cottus metae Freyhof, Kottelat and Nolte, 2005
- Cottus microstomus Heckel, 1837
- Cottus nasalis Berg, 1933
- Cottus nozawae Snyder, 1911
- Cottus paulus Williams, 2000
- Cottus perifrenatum Freyhof, Kottelat and Nolte, 2005 -- Chabot fluviatile
- Cottus perplexus Gilbert and Evermann, 1894
- Cottus petiti Bacescu and Bacescu-Mester, 1964 -- Chabot du Lez
- Cottus pitensis Bailey and Bond, 1963
- Cottus poecilopus Heckel, 1837
- Cottus pollux Günther, 1873
- Cottus princeps Gilbert, 1898
- Cottus reinii Hilgendorf, 1879
- Cottus rhenanus Freyhof, Kottelat and Nolte, 2005 -- Chabot de Rhénanie
- Cottus rhotheus (Smith, 1882)
- Cottus ricei (Nelson, 1876) -- Chabot à tête plate
- Cottus rondeleti Freyhof, Kottelat and Nolte, 2005 -- Chabot de l'Hérault
- Cottus sabaudicus Sideleva, 2009 -- Chabot savoyard
- Cottus scaturigo Freyhof, Kottelat and Nolte, 2005
- Cottus sibiricus Kessler in Warpachowski, 1889
- Cottus spinulosus Kessler, 1872
- Cottus szanaga Dybowski, 1869
- Cottus tallapoosae Neely, Williams & Mayden, 2007
- Cottus tenuis (Evermann and Meek, 1898)
- Cottus transsilvaniae Freyhof, Kottelat and Nolte, 2005
- Cottus volki Taranetz, 1933